# Jefferson (Teksas)
Jefferson je grad u američkoj saveznoj državi Teksas. Prema popisu stanovništva iz 2010. u njemu je živjelo 2.106 stanovnika.